# Селсо Гребоджі
Селсо Гребоджі (27 липня 1947 , Куритиба )(порт. Celso Grebogi, нар. 27 липня 1947, Куритиба, Бразилія) — бразильський фізик. Фахівець з теорії хаосу і фізики плазми. 
Відомий як один з авторів методу Отта-Гребоджі-Йорка.

## Нагороди та визнання
- член Товариства імені Макса Планка;
- 1991: член Американського фізичного товариства [6];
- 1996: Премія Олександра фон Гумбольдта;
- 1997: почесний доктор Потсдамського університету
- 2003: член Бразильської академії наук[en][7];
- 2004: член Академія наук країн, що розвиваються[8];
- 2012: член Королівського товариства Единбурга[9];
- 2016: Thomson Reuters Citation Laureates[10];
- 2019: член Європейської Академії

## Доробок
- mit Edward Ott, J. A. Yorke Chaos, strange attractors and fractal basin boundaries in nonlinear dynamical systems, Science, Band 238, 1987, S. 585
- mit E. Ott, J. A. Yorke Controlling chaos, Physical Review Letters, Band 64, 1990, S. 1196
- mit T. Shinbrot, Ott, Yorke Using small perturbations to control chaos, Nature, Band 363, 1993, S. 411
- mit Miguel A.F. Sanjuán (Herausgeber) Recent progress in controlling chaos, World Scientific 2010